# Scrabble

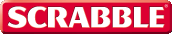
Az Egyesült Királyságban forgalmazott Scrabble logója

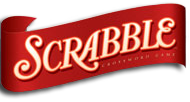
Az amerikai Scrabble logója

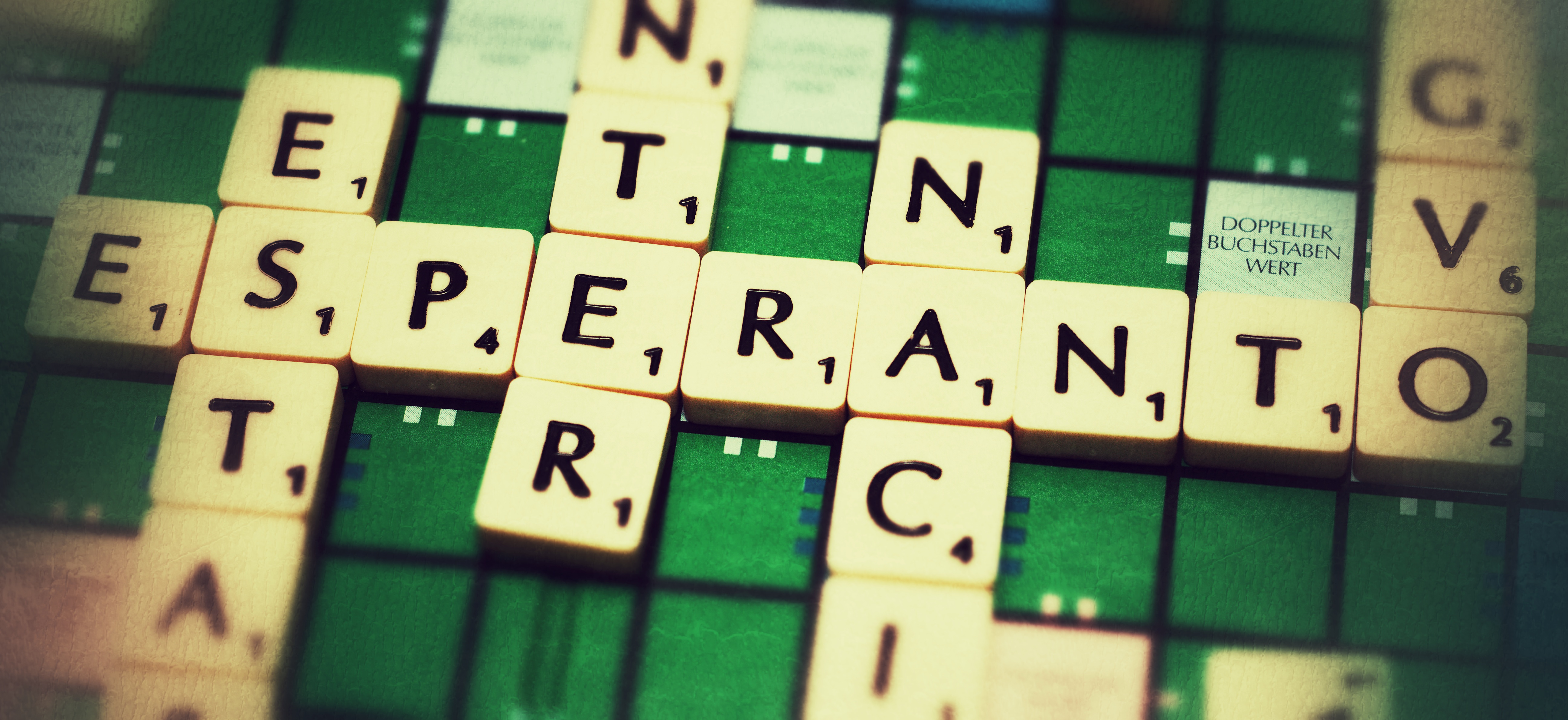
A zsetonokból kirakott szó

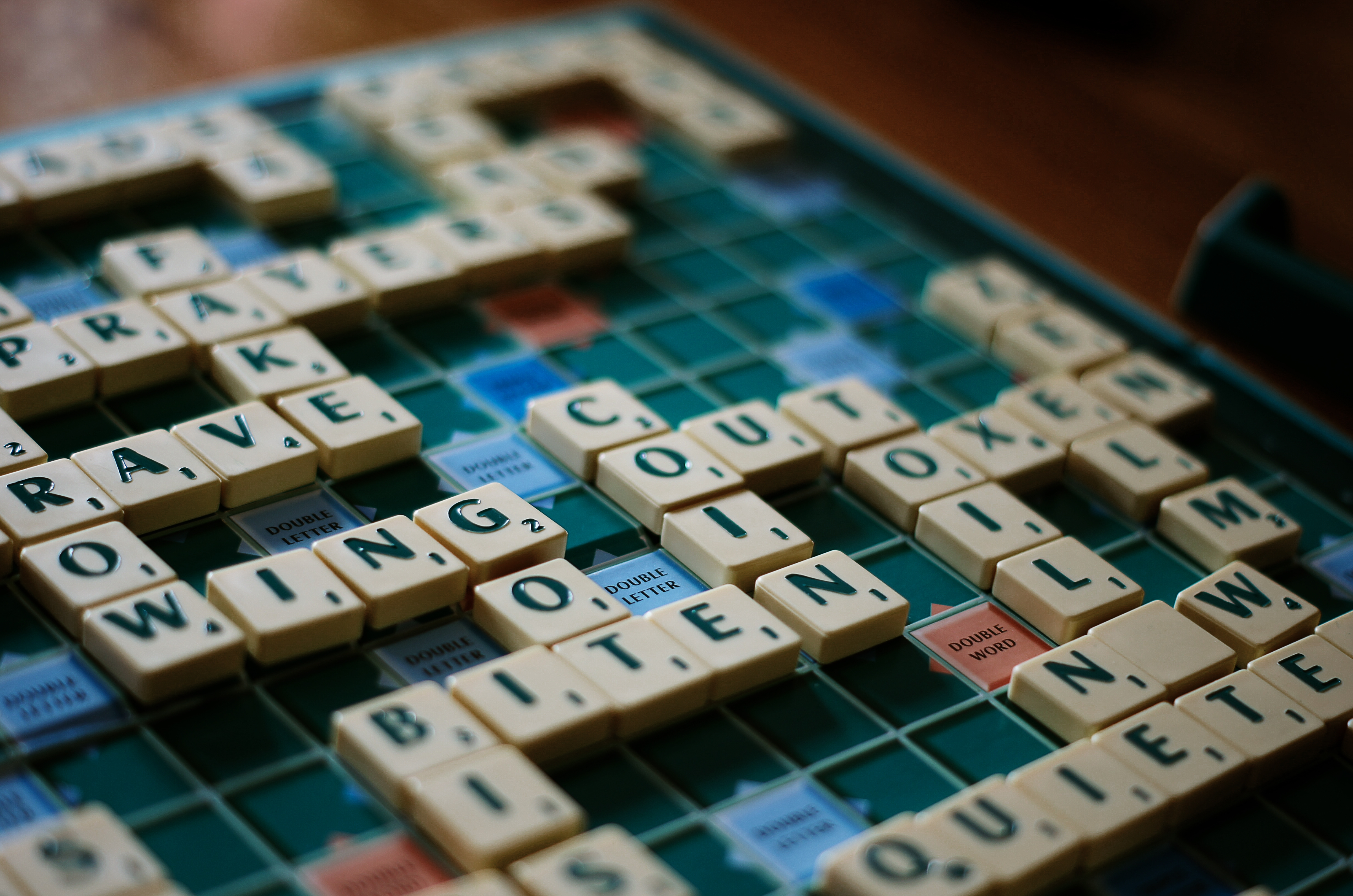
Egy folyamatban levő játszma

A Scrabble az USA-ban, James Brunot által 1946-ban szabadalmaztatott társasjáték (betűjáték). Ötletét egy másik játék ihlette, melyet 1931-ben Alfred Butts, állástalan amerikai építészmérnök talált ki. Jelenleg több tízmillióan játsszák.

## Szabályai
A Scrabble-t 2, 3 vagy 4 játékos játszhatja. A játék abból áll, hogy a Scrabble táblán - a keresztrejtvényhez hasonlóan - egymásba kapcsolódó szavakat alkotunk a betűzsetonok segítségével, melyeknek más és más értékük van. A játékos úgy igyekszik a legmagasabb pontszámot elérni, hogy a betűzsetonokat a lehető legelőnyösebben kombinálja, kihasználva a tábla egyes jutalomnégyzetei biztosította kedvezményeket is. Egy játszma összpontszáma 400 és 800 között mozog, de ha a játékosok nagyon ügyesek, még magasabb is lehet.
A hivatalos versenyeken a szerencse szerepe teljesen kizárt, mert valamennyi játékos ugyanazt a betűrészt kapja. Ezt a változatot Scrabble Duplicate-nek is nevezik.

### Kezdés
A tábla mellett írással lefelé helyezze el az összes betűzsetont, vagy pedig tegye őket a mellékelt kis zsákba és így keverje össze. Minden játékos vegyen fel egy betűzsetont. Aki az ábécé elejéhez legközelebb eső betűt húzza, az kezd. A többi játékos ismét a betűzsetonok közé keveri saját, a kezdéshez kihúzott betűzsetonját. Ezután minden játékos személyenként hét új betűzsetont húz és zsetontartójára helyezi.
Megválasztják az egyik játékost pontozónak, hogy a játék során jegyezze a pontszámokat. Emellett e játékos részt vehet a játékban.

### A játék folyamata
1. Az első játékos két vagy több betűzsetonnal szót alkot, és a zsetonokat úgy helyezi vízszintesen vagy függőlegesen a táblára, hogy az egyik zseton fedje a tábla közepét azaz a csillagot. Van két üres zseton amiket akár szóközként is használhatunk.
2. A játékos ekkor összeadja a betűk értékét, és közli az így nyert összpontszámot, melyet a pontozó felír (lásd Pontozás 2. pont). A játékos ezután ugyanannyi új zsetont húz mint amennyit a táblára helyezett. Így tehát zsetontartóján mindig hét betűzseton lesz.
3. Most a tőle balra ülő játékos következik. Ő is, és az őt követő többi játékos is, újabb betűzsetont vagy zsetonokat illeszt a már a táblán lévő zsetonokhoz, mindig új szavakat alkotva.
A zsetonokat mindig vízszintesen vagy függőlegesen kell a táblára helyezni. Átlósan nem szabad szavakat alkotni. A kirakott betűzsetonoknak mindig egy-egy szót kell formálniuk, s ha ugyanakkor a szomszédos sorokban már meglévő betűzsetonokhoz kapcsolódnak, a keresztrejtvényhez hasonlóan velük együtt kell teljes szavakat alkotniuk. A játékos teljes pontszámot kap minden szóért, melynek betűit ő tette le vagy használta fel.
4. Új szavak alkothatók:
  - Ha egy, már a táblán lévő szóhoz egy vagy több betűzsetont illesztünk.
  - Ha egy, már a táblán lévő szóhoz derékszögben illesztünk egy szót úgy, hogy az eredeti szó egyik betűje az új szó egyik betűjét alkotja. Új szó alkotható úgy is, hogy egy már a táblán lévő szóhoz akár csak egyetlen betűt is illeszt a játékos. (Lásd Próbajátszma 6. és 40. lépése.) Az új szó hidat is képezhet már meglévő szavak között.
  - Ha új szót rakunk ki párhuzamosan egy. már meglévő szó mellé úgy, hogy a szomszédos betűk is új szavakat alkotnak (lásd Próbajátszma 10. lépése).
5. A már egyszer letett betűzsetont nem lehet más helyre tenni.
6. A két üres zseton bármilyen betűként felhasználható. Mikor a játékos a táblára tesz egy üres zsetont, meg kell mondania, hogy milyen betűt helyettesít. A játék során azután az üres zseton mindig az eredetileg megjelölt betűt képviseli.
7. CS, SZ és ZS betűk képezhetők S, Z és C betűzsetonok felhasználásával is.
8. Mikor egy játékosra kerül a sor, kicserélheti betűzsetonjait - akár csak egyet, akár az összeset. A zsetont írással lefelé veszi le zsetontartójáról, helyébe újat húz, majd a régi zsetont az összes zseton közé keveri. Ezután várnia kell míg újra rá kerül a sor.
Ha a játékos nem akar betűzsetont/betűzsetonokat kirakni a táblára, és zsetonjait sem akarja kicserélni, passzolhat is, akár tudna szót kirakni, akár nem.
Ha viszont minden játékos egymás után kétszer passzol, a játék véget ér.
9. Megengedett szavak: bármely magyar szabványszótárban szereplő szó, kivéve a nagybetűvel kezdődőket, rövidítéseket, valamint az aposztrófot vagy kötőjelet tartalmazó szavakat. A magyar szótárban található idegen szavak megengedettek, és a magyar nyelv elemeinek tekintendők. Szótárt csak a helyesírás vagy szóhasználat ellenőrzésére szabad használni. Bármely szó jogossága megkérdőjelezhető mielőtt a következő játékos lép. Ha egy szó így elfogadhatatlannak bizonyul, az adott játékos újra zsetontartójára teszi a szó már kirakott betűzsetonjait, és megvárja míg újra rá kerül a sor.
10. A játék akkor ér véget, mikor valamennyi betűzseton elfogyott, és az egyik játékos összes zsetonját felhasználta. A játéknak akkor is vége van, ha minden játszási lehetőség kimerült, vagy ha minden játékos kétszer egymás után passzolt.

### Stratégiák
A szavakat csak balról jobbra és fentről lefelé lehet kirakni. Az átlósan olvasandó szavak nem számítanak.
Ne rakjunk ki olyan szavakat amelyek befejezetlenek, vagy nemlétezőek. Utalunk a próbajáték „A” játékosánál megmaradt betűzsetonokra.
A keresztrejtvényhez hasonlóan a szavakat üres négyzeteknek kell elválasztaniuk egymástól, hacsak a két egymást követő szó nem alkot egy szót. Utalunk a próbajáték „A" játékosánál megmaradt betűzsetonokra.
A játékos megszabadulhatott volna a B és a Z betűzsetontól, ha a már a táblán lévő PIPACS (koordináták 6F) szó A betűjét felhasználva kirakja a ZAB (15) szót. Így azonban egy összefüggő betűcsoportot alkotott volna a ZAB és az azt követő DÉL (18), az így kapott ZABDÉL pedig nemlétező szó, valamint létrejött volna a ZÁ (51) betűkombináció amely nem számít szónak.
Mikor egy játékos összes betűzsetonját felhasználta és nem maradt több szabad zseton, a játék véget ér. Előfordul, hogy egy játékosnak sem sikerül összes zsetonját felhasználnia. Ez esetben a játék mindaddig folytatódik, míg valamennyi elképzelhető lépés meg nem történik. Ha egy játékos nem tud lépni, passzol. Ha minden játékos egymás után kétszer passzol, a játéknak vége.
A játék folyamán nem szabad szótárt használni olyan új szavak keresésére, melyek megoldást jelentenének a zsetontartón várakozó betűzsetonok felhasználására. Szótárt csak azután szabad használni, ha egy újonnan kirakott szó helyes voltát egy játékos kétségbe vonja.

### Háziszabályok
Az eddig ismertetett szabályok - különösen a Kezdés és A játék folyamata fejezetekben - a Scrabble általánosan elfogadott szabályait alkotják. Sok öröm forrása lehet ha a szabályokat az adott játékosok kedvéhez, hangulatához igazítjuk. Fontos azonban, hogy ezeket a háziszabályokat előre megmagyarázzuk és elfogadjuk. Minden olyan szituációban mellyel a háziszabályok külön nem foglalkoznak, az általános szabályok döntenek.
Íme néhány példa arra, hogy miként módosíthatunk a háziszabályokkal:
- az üres zsetont akár szóközként is használhatja.
- A betűjutalom- vagy szójutalom-négyzet biztosította pluszpontszám ismételt beszámítása azután, hogy az adott jutalomnégyzetet már betűzseton foglalja el
- Több mint 7 betűzseton kézben tartása, stb.

## A magyar Scrabble betűeloszlása
A magyar nyelvű Scrabble a következő 100 betűzsetont használja:
- 2 üres zseton ("joker"), 0 pont értékben.
- 1 pont: A ×6, E ×6, K ×6, T ×5, Á ×4, L ×4, N ×4, R ×4, I ×3, M ×3, O ×3, S ×3
- 2 pont: B ×3, D ×3, G ×3, Ó ×3
- 3 pont: É ×3, H ×2, SZ ×2, V ×2
- 4 pont: F ×2, GY ×2, J ×2, Ö ×2, P ×2, U ×2, Ü ×2, Z ×2
- 5 pont: C ×1, Í ×1, NY ×1
- 7 pont: CS ×1, Ő ×1, Ú ×1, Ű ×1
- 8 pont: LY ×1, ZS ×1
- 10 pont: TY ×1

A DZ és DZS betűk, amik a magyarban meglehetősen ritkák, nem kaptak külön zsetont, ahogy a – csak idegen eredetű szavakban előforduló
- Q, W, X és Y sem.

## Pontozás
1. A pontozó írja minden játékos pontjait, a pontozólistán feltüntetve minden lépés eredményét. Minden betűzseton sarkában szám jelzi a zseton pontértékét. Az üres zseton pontértéke nulla.
2. Egy lépés összpontértéke a következőképp számítandó: a kirakott szó betűinek összpontértéke (beleértve az újonnan kirakott és a már a táblán lévő, de az új szóban felhasznált betűket), hozzáadva a tábla jutalomnégyzetei biztosította értékeket.
3. Betűjutalom-négyzet: a világoskék négyzetre helyezett betű értéke megkétszereződik, a sötétkékre helyezetté megháromszorozódik.
4. Szójutalom-négyzet: ha egy szó egyik betűje rózsaszín négyzetre kerül, az egész szó összpontértéke megkétszereződik. Ha egy szó egyik betűje piros négyzetet foglal el, az egész szó értéke megháromszorozódik. Abban az esetben ha jogos a kétszeres vagy háromszoros betűjutalom-érték, azt azelőtt kell kiszámítani, mielőtt - indokolt esetben - az adott szó értékét megkétszerezzük vagy megháromszorozzuk. Ha egy szó betűi két szójutalom-négyzetet is elfoglalnak, a négyzet színétől függően a szó pontértékét megkétszerezzük, majd ismét megkétszerezzük (azaz a betűk összpontértékét négyszeresére emeljük), vagy pedig a szó összpontértékét megháromszorozzuk (azaz a betűk összpontértékét kilencszeresére emeljük). Figyelem: a középső négyzet (csillag) rózsaszín, ezért az első szó értéke megkétszereződik.
5. A fenti betűjutalmak és szójutalmak csak akkor számítandók, mikor először kerül rájuk betűzseton. A későbbiekben a betűzsetonok csak saját értéküket képviselik.
6. Ha egy rózsaszín vagy piros szójutalom-négyzetre üres zseton kerül, a betűk összpontértéke megkétszereződik illetve megháromszorozódik annak ellenére, hogy az üres zsetonnak nincs pontértéke.
7. Ha egy játékos úgy lép, hogy egyszerre két vagy több szót is képez, minden szó pontértéke külön számítandó. A közös betű pontértéke (ha indokolt, a betűjutalom-négyzet biztosította teljes értékkel együtt) minden új szónál külön számít. (Példák: a Próbajátszma II. lépése.)
8. Ha egy játékos egyszerre ki tudja rakni mind a 7 betűzsetonját, az egyébként is neki járó pontokon felől még 50 pontot kap. Az 50 pont hozzáadása a szó pontértékének adott esetben indokolt megkettőzése vagy háromszorozása után történik.
9. A játék végén minden játékos pontösszegéből le keli vonni a nála megmaradt betűzsetonok összpontszámát. Ha egy játékos valamennyi betűzsetonját felhasználta, összpontszáma növekszik annyival, amennyi az összes többi játékosnál megmaradt betűzsetonok pontösszege.

### Szóalkotási és pontozási példa
A következő példákban az öt egymást követő lépés új szavait nagybetűvel nyomtattuk. A feltüntetett pontértékek helyesek, ha a KARD szóban az R betű a tábla középső négyzetére (a csillagra) kerül.
| 0 | K | A | R | D |
| 0 | 0 | 0 | 0 | 0 |
| 0 | 0 | 0 | 0 | 0 |
| 0 | 0 | 0 | 0 | 0 |
| 0 | 0 | 0 | 0 | 0 |

1. Forduló - 10 pont.
| 0 | K | A | R | D |
| 0 | O | 0 | 0 | 0 |
| 0 | M | 0 | 0 | 0 |
| 0 | A | 0 | 0 | 0 |
| 0 | 0 | 0 | 0 | 0 |

2. Forduló - 6 pont.
| 0 | K | A | R | D |
| N | O | 0 | 0 | 0 |
| 0 | M | 0 | 0 | 0 |
| 0 | A | 0 | 0 | 0 |
| 0 | 0 | 0 | 0 | 0 |

3. Forduló - 2 pont.
| 0 | K | A | R | D |
| N | O | 0 | 0 | É |
| 0 | M | 0 | 0 | L |
| 0 | A | 0 | 0 | 0 |
| 0 | 0 | 0 | 0 | 0 |

4. Forduló - 9 pont.
| 0 | K | A | R | D | 0 | 0 | 0 |
| N | O | 0 | 0 | É | B | E | R |
| 0 | M | 0 | 0 | L | 0 | 0 | 0 |
| 0 | A | 0 | 0 | 0 | 0 | 0 | 0 |
| 0 | 0 | 0 | 0 | 0 | 0 | 0 | 0 |

5. Forduló - 7 pont.
Sok játékos megkérdezi, hogy mi is számít jó összeredménynek. Az 500-600 pontos összesített eredmény (az egyéni összeredmények összege) jónak mondható. 600-700 nagyon jó, 700 és azon felül: kitűnő. Az egyes összpont-eredmények természetesen a játékosok számától is függenek. Ha négyen játszanak, egyéni eredményként jónak számít 125-150. Ha csak két játékos van, 250-300 mondható jónak.

### Próbajátszma
A próbajátszma bemutatja a szabályokat és a pontozást. Javasoljuk, hogy a játékos saját tábláján a leírt módon lépésről lépésre játssza végig a játékot, kiszámítva minden lépés összpont-értékét, s összehasonlítva azt az alább kidolgozott számításokkal. Ha nem érti hogy egy pontszám milyen elemekből adódott össze, forduljon a szabályleíráshoz, mely megmagyarázza miként kell a szavak pontértékét kiszámítani. A próbajátszma az ügyes játék két jellemzőjét is jól illusztrálja
- a szavak egyenletes megoszlása a táblán
- a jutalomnégyzetek magas pontszámhoz vezető kihasználása.

### A próbajáték lépései és pontértékei

#### “A” JÁTÉKOS
| Lépés    | Szó       | Pont |
| -------- | --------- | ---- |
| 1        | Kard      | 10   |
| 3        | Éber      | 7    |
| 5        | Hír       | 14   |
| 7        | Tok       | 4    |
| 9        | Tárca     | 27   |
| 11       | Kelt Kín  | 8 7  |
| 13       | Ész       | 12   |
| 15       | Sós       | 4    |
| 17       | Emészt    | 12   |
| 19       | Köp       | 9    |
| 21       | Virgács   | 17   |
| 23       | Kegy      | 7    |
| 25       | Fölemészt | 54   |
| 27       | Zsák      | 20   |
| 29       | Kút       | 27   |
| 31       | Hó        | 5    |
| 33       | Lakos     | 8    |
| 35       | Áru       | 9    |
| 37       | Úgy       | 8    |
| 39       | Éj Jó     | 7 6  |
| 41       | Ez        | 13   |
| Összesen | Összesen  | 295  |

| Maradék | b - 2 |
|         | u - 4 |
|         | z - 4 |

Egyéni összpontszám: 285

#### “B” JÁTÉKOS
| Lépés    | Szó      | Pont |
| -------- | -------- | ---- |
| 2        | Dél      | 9    |
| 4        | Koma     | 6    |
| 6        | Sajt     | 14   |
| 8        | Hant     | 7    |
| 10       | Van Ín   | 6 5  |
| 12       | Tégla    | 8    |
| 14       | Ima      | 4    |
| 16       | Szódás   | 18   |
| 18       | Pipacs   | 39   |
| 20       | Ács      | 8    |
| 22       | Enyv     | 27   |
| 24       | Gügye    | 22   |
| 26       | Folyó    | 23   |
| 28       | Kefe     | 14   |
| 30       | Fű       | 11   |
| 32       | Tő       | 8    |
| 34       | Eb       | 3    |
| 36       | No       | 2    |
| 38       | Dutyi    | 17   |
| 40       | Folyón   | 16   |
| Összesen | Összesen | 267  |

| Maradék | g - 2 |

Egyéni összpontszám: 265
Játszma összesített pontszáma: 550

## Solitaire Scrabble
Bár a Scrabble-t 2-4 játékosnak szánták, sokan egyedül is szeretik játszani. Ez többféleképp folytatható:
1. A játékos saját korábbi pontszámát akarja túllépni, csak egy betűzseton-tartót alkalmazva. A szabályok a Scrabble általános szabályaival azonosak.
2. A játékos két betűzseton-tartót állít fel, egyet magának, egyet pedig egy képzeletbeli ellenfélnek. A betűzsetonokat írással felfelé fordítja. Szándékos kiválasztással és szótár használatával a játékos a lehető legmagasabb összpontszám elérésére törekszik. Hogy ez mennyi, azt még senkinek sem sikerült megállapítania.

## Verseny - Scrabble
A játéknak ezt a változatát a belga Hyppolite Wouters találta ki.

### Elv
Valamennyi játékos ugyanolyan betűzsetonokkal játszik, de az egyes játékosok csak az általuk kirakott szavakért kapnak pontszámokat. Ebben a verzióban a szerencse nem játszik szerepet. Egyedül is lehet játszani, de francia nyelvterületen, ahol a játéknak ez a fajtája nagyon népszerű, megtörtént, hogy egyszerre 400 játékos vett benne részt.

### Szabályok
Minden játékosnak van saját teljes betűzseton-készlete, betűtartója és táblája. A játék kezdete előtt a tábla mellett, írással felfelé, ábécé sorrendben elhelyezi az összes betűzsetont. A játékvezető (vagy ha nincs, az egyik játékos) a saját betűzsetonjai közül - melyek vagy a tartózsákban, vagy pedig írással lefelé, összekeverve a játékdoboz tetejében vannak - találomra kihúz 7 betűzsetont és hangosan megnevezi azok betűit.
Valamennyi játékos magához veszi betűzseton-készletéből a megnevezett zsetonokat, és zsetontartójára helyezi őket. Megpróbálja a legmagasabb pontszámot érő szót kirakni belőlük. Három perc elteltével papírra írja a kirakott szót, annak pontértékét, és a szó első betűjének táblakoordinátáit. (Lásd a tábla szélén nyomtatott betűket és számokat. Ha a szó vízszintes, először a koordináta számot írja le, pl. 8H, ha függőleges, először a koordináta betűt, pl. H8).
A játékvezető összegyűjti a papírokat, és felolvass a legnagyobb pontértékű szót. Valamennyi játékos most ezt a szót rakja ki tábláján - miután a tábláról újra magához vette saját kirakott szavát ha az más mint a játékvezető által felolvasott szó - de feljegyzi az eredetileg saját maga által kirakott szó pontszámát. Ha egy szó nem fogadható el, a játékos nem kap pontot. A játékvezető most új betűzsetonokat húz, hétre növelve a zsetontartóján lévő zsetonok számát, s hangosan megnevezi az új betűket.
Az első 15 zsetonhúzás során a betűzsetonok között minimum 2 magánhangzónak, és minimum 2 mássalhangzónak kell lennie. A 16. zsetonhúzástól kezdve minimum 1 magánhangzó, és minimum 1 mássalhangzó kell hogy szerepeljen. (Az üres zsetonok képviselhetnek akár magánhangzót, akár mássalhangzót.) Ha ez nem történik meg, az összes zsetont vissza kell tenni a zsetonzsákba, és 7 új zsetont kell húzni.
A játékosok újra megpróbálják kirakni a legmagasabb pontszámot érő szót úgy, hogy - a keresztrejtvényhez hasonlóan, akárcsak az eredeti Scrabble esetében - hozzákapcsolják a táblán lévő első szóhoz. A játékosok ismét papírszeletre írják az új szót, annak pontértékét és táblakoordinátáit.
A játék mindaddig tart, míg a 100 betűzseton el nem fogy, vagy amíg az utolsó magánhangzót vagy mássalhangzót ki nem húzza a játékvezető. A nyertes a legmagasabb összpontszámot elérő játékos. A Verseny-Scrabble-ben nincs semmiféle stratégia, a játékosnak minden lépésnél egyszerűen a legmagasabb pontértékű szót kell kiraknia.

## Scrabble a vakok és csökkentlátók számára
A vakírásos Scrabble a Vakok Királyi Országos Intézetétől (Royal National Institute for the Blind) szerezhető be. A csökkentlátók számára készült, nagy betűzsetonos változatot az Egyesült Államokban gyártják. A következő címen szerezhető be: The Nottingham Group, Ludlow Hill, Melton Road, Nottingham.

## Idegen nyelvű változatok
A J. W. Spear & Sons PLC a következő nyelveken állítja elő a Scrabble játékot:
francia, holland, német, spanyol, olasz, portugál, arab, afrikaans, orosz, görög, és - licenc alapján - dán, svéd, norvég és finn.

## Online játék
A játékot magyar nyelven is lehetett játszani az interneten, de a jatek.hu 2013-ban ismeretlen okokból megszűnt.
A játék ingyenes változata letölthető a SourceForge-ról. Magyar nyelvű a játék, a szótár és a betűkészlet is. Van ingyenes szerver, ahol többen is játszhatunk, de akár saját Linux alapú szervert is üzembe helyezhetünk.